# Heinrich Kempf (Maler)
Heinrich Kempf (* 5. August 1814 in Kastel; † 13. Juli 1852 in Mainz, Großherzogtum Hessen) war ein deutscher Landschafts- und Porträtmaler der Düsseldorfer Schule.

## Leben

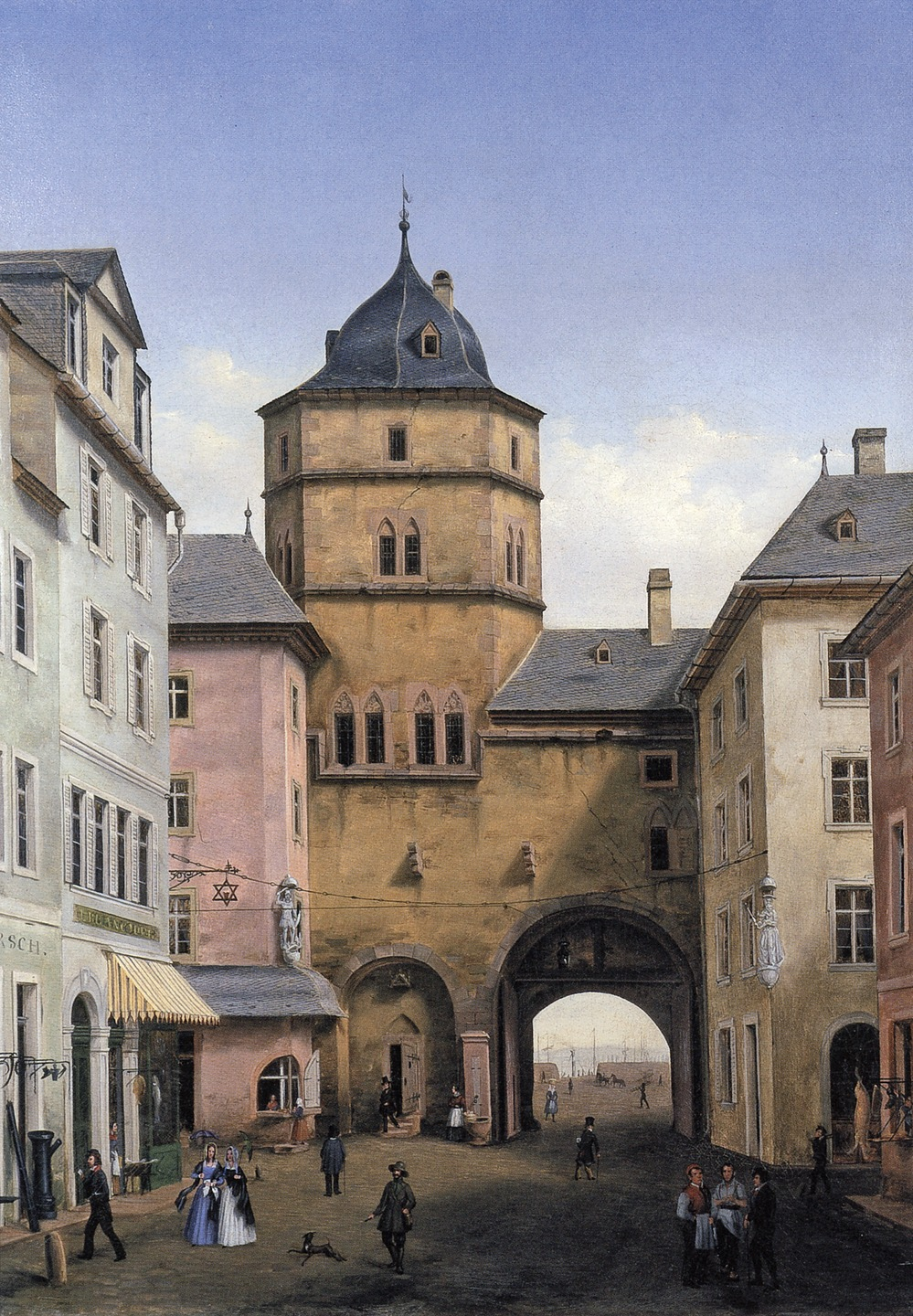
Ansicht des Mainzer Fischturms von der Stadtseite, Liebfrauenplatz, um 1840, Landesmuseum Mainz

Kempf studierte Malerei an der Kunstakademie Düsseldorf. Dort war er 1836 und 1837 Schüler von Theodor Hildebrandt. Kempf malte Stadtansichten von Mainz und Porträts Mainzer Persönlichkeiten, bald nach 1840 auch ein Selbstbildnis. Seit 1848 war er Konservator der Gemäldesammlung des Mainzer Kunstvereins. 1851 heiratete er die Tochter eines Arztes aus London.